# Central Hockey League 1996/97
Die Saison 1996/97 war die fünfte reguläre Saison der Central Hockey League. Die zehn Teams absolvierten in der regulären Saison je 66 Begegnungen. Die Central Hockey League wurde in zwei Divisions ausgespielt. Das punktbeste Team der regulären Saison waren die Oklahoma City Blazers, während die Fort Worth Fire in den Play-offs zum ersten Mal den Ray Miron Cup gewannen.

## Teamänderungen
Folgende Änderungen wurden vor Beginn der Saison vorgenommen:
- Die Columbus Cottonmouths wurden als Expansionsteam in die Liga aufgenommen.
- Die Huntsville Channel Cats wurden als Expansionsteam in die Liga aufgenommen.
- Die Macon Whoopee wurden als Expansionsteam in die Liga aufgenommen.
- Die Nashville Nighthawks wurden als Expansionsteam in die Liga aufgenommen.

## Reguläre Saison

### Abschlusstabellen
Abkürzungen: GP = Spiele, W = Siege, L = Niederlagen, T = Unentschieden, OTL = Niederlage nach Overtime, GF = Erzielte Tore, GA = Gegentore, Pts = Punkte
| Eastern Division        | GP | W  | L  | SOL | GF  | GA  | Pts |
| ----------------------- | -- | -- | -- | --- | --- | --- | --- |
| Huntsville Channel Cats | 66 | 39 | 24 | 3   | 311 | 297 | 81  |
| Macon Whoopee           | 66 | 38 | 24 | 4   | 276 | 237 | 80  |
| Memphis RiverKings      | 66 | 35 | 27 | 4   | 278 | 260 | 74  |
| Columbus Cottonmouths   | 66 | 32 | 28 | 6   | 292 | 291 | 70  |
| Nashville Nighthawks    | 66 | 12 | 52 | 2   | 219 | 359 | 26  |

| Western Division      | GP | W  | L  | SOL | GF  | GA  | Pts |
| --------------------- | -- | -- | -- | --- | --- | --- | --- |
| Oklahoma City Blazers | 66 | 48 | 12 | 6   | 307 | 200 | 102 |
| Fort Worth Fire       | 66 | 43 | 16 | 5   | 279 | 210 | 95  |
| Tulsa Oilers          | 66 | 30 | 32 | 4   | 286 | 284 | 64  |
| Wichita Thunder       | 66 | 25 | 31 | 10  | 279 | 324 | 60  |
| San Antonio Iguanas   | 66 | 26 | 36 | 4   | 261 | 326 | 56  |

## Ray-Miron-Cup-Playoffs
| Ray-Miron-Cup-Viertelfinale | Ray-Miron-Cup-Viertelfinale | Ray-Miron-Cup-Viertelfinale |    |                         | Ray-Miron-Cup-Halbfinale | Ray-Miron-Cup-Halbfinale | Ray-Miron-Cup-Halbfinale |  |  | Ray-Miron-Cup-Finale | Ray-Miron-Cup-Finale | Ray-Miron-Cup-Finale |
|                             |                             |                             |    |                         |                          |                          |                          |  |  |                      |                      |                      |
| E1                          | Huntsville Channel Cats     | 3                           |    |                         |                          |                          |                          |  |  |                      |                      |                      |
| E4                          | Columbus Cottonmouths       | 0                           |    |                         |                          |                          |                          |  |  |                      |                      |                      |
| E4                          | Columbus Cottonmouths       | 0                           | E1 | Huntsville Channel Cats | 2                        |                          |                          |  |  |                      |                      |                      |
|                             |                             |                             | E1 | Huntsville Channel Cats | 2                        |                          |                          |  |  |                      |                      |                      |
|                             | E3                          | Memphis RiverKings          | 4  |                         |                          |                          |                          |  |  |                      |                      |                      |
| E2                          | E3                          | Memphis RiverKings          | 4  | Macon Whoopee           | 2                        |                          |                          |  |  |                      |                      |                      |
| E2                          |                             |                             |    | Macon Whoopee           | 2                        |                          |                          |  |  |                      |                      |                      |
| E3                          | Memphis RiverKings          | 3                           |    |                         |                          |                          |                          |  |  |                      |                      |                      |
| E3                          | Memphis RiverKings          | 3                           | E3 | Memphis RiverKings      | 3                        |                          |                          |  |  |                      |                      |                      |
|                             |                             |                             |    | Memphis RiverKings      | 3                        |                          |                          |  |  |                      |                      |                      |
|                             | W2                          | Fort Worth Fire             | 4  |                         |                          |                          |                          |  |  |                      |                      |                      |
| W1                          | W2                          | Fort Worth Fire             | 4  | Oklahoma City Blazers   | 1                        |                          |                          |  |  |                      |                      |                      |
| W1                          |                             |                             |    | Oklahoma City Blazers   | 1                        |                          |                          |  |  |                      |                      |                      |
| W4                          | Wichita Thunder             | 3                           |    |                         |                          |                          |                          |  |  |                      |                      |                      |
| W4                          | Wichita Thunder             | 3                           | W2 | Fort Worth Fire         | 4                        |                          |                          |  |  |                      |                      |                      |
|                             |                             |                             | W2 | Fort Worth Fire         | 4                        |                          |                          |  |  |                      |                      |                      |
|                             | W4                          | Wichita Thunder             | 1  |                         |                          |                          |                          |  |  |                      |                      |                      |
| W2                          | W4                          | Wichita Thunder             | 1  | Fort Worth Fire         | 3                        |                          |                          |  |  |                      |                      |                      |
| W2                          |                             |                             |    | Fort Worth Fire         | 3                        |                          |                          |  |  |                      |                      |                      |
| W3                          | Tulsa Oilers                | 2                           |    |                         |                          |                          |                          |  |  |                      |                      |                      |

## Vergebene Trophäen
| Auszeichnung                                                        | Spieler               | Team                  |
| ------------------------------------------------------------------- | --------------------- | --------------------- |
| Commissioner’s Trophy Bester Trainer                                | Bill McDonald         | Fort Worth Fire       |
| Most Valuable Player Bester Spieler der regulären Saison            | Trevor Jobe           | Columbus Cottonmouths |
| Playoff Most Valuable Player Bester Spieler der Playoffs            | Steve Plouffe         | Fort Worth Fire       |
| Rookie of the Year Bester Rookie der regulären Saison               | Cory Dosdall          | Wichita Thunder       |
| Most Outstanding Defenseman Bester Verteidiger der regulären Saison | Hardy Sauter          | Oklahoma City Blazers |
| Most Outstanding Goaltender Bester Torhüter der regulären Saison    | Jean-Ian Filiatrault  | Oklahoma City Blazers |
| Ken McKenzie Trophy Bester Scorer der regulären Saison              | Trevor Jobe           | Columbus Cottonmouths |
| Ray Miron Cup Gewinner der Central-Hockey-League-Playoffs           | Fort Worth Fire       | Fort Worth Fire       |
| Adams Cup Bestes Team der regulären Saison                          | Oklahoma City Blazers | Oklahoma City Blazers |